# Citrus (манга)
Citrus (яп. シトラス Ситорасу, букв.«Цитрус») — юри-манга авторства Сабуроты. Ее издание началось под импринтом Yuri Hime Comics в журнале Comic Yuri Hime издательства Ichijinsha 17 ноября 2012 года по 18 августа 2018 года. О создании аниме-адаптации было объявлено в ноябре 2016 года. Премьера аниме состоялась 6 января 2018 года. 18 августа 2018 года был анонсирован сиквел манги под названием Citrus Plus, который начал выходить 18 декабря 2018 года.

## Сюжет
Юдзу Аихара, модная и весёлая девушка, переезжает из-за повторного брака её матери в дом своего нового отчима, находящегося в другом районе города. Первым делом девушка решает найти себе парня и заняться шопингом. Приехав в город, Юдзу поступает в престижную японскую школу для девочек, где встречается с красивой и популярной, Мэй, которая является президентом студенческого совета и её сводной сестрой. С тех пор, у Юдзу и Мэй начинается совместное проживание, которое вскоре даст им понять, что они испытывают друг к другу намного большие чувства, чем просто сестринские.

## Персонажи
Юдзу Аихара (яп. 藍原柚子 Аихара Юдзу) — главная героиня истории и старшая сводная сестра Мэй. В детстве она потеряла отца, который умер от болезни. Юдзу весёлая, энергичная и откровенная девушка. После второго брака её матери переехала в дом нового отца и поступила в школу для девочек, где впервые встретилась с Мэй. Сначала считала Мэй странной, так как та сексуально домогалась до неё, но затем поняла что питает к ней глубокие чувства.
Сэйю: Аяна Такэтацу
Мэй Аихара (яп. 藍原芽衣 Аихара Мэй) — главная героиня истории и младшая сводная сестра Юдзу. Мэй является самой красивой и популярной ученицей в школе, при этом занимая пост президента студенческого совета. По характеру Мэй, на первый взгляд, холодная, строгая и скрытная, однако на самом деле она чувствительная, добрая и переживающая за других, особенно за Юдзу, девушка. При встрече с Юдзу проявляет к ней сексуальный интерес, после чего и любовный, хоть и не признаётся ей в этом.
Сэйю: Минами Цуба
Харуми Танигути (яп. 谷口はるみ Танигути Харуми) — подруга и одноклассница Юдзу. Очень весёлая, энергичная и смелая девушка, всегда готовая помочь.
Сэйю: Юкиё Фудзии
Химэко Момокино (яп. 桃木野姫子 Момокино Химэко) — подруга детства Мэй и вице-президент школьного совета. Влюблена в Мэй, однако узнав что та больше времени проводит с Юдзу, начала ревновать.
Сэйю: Юрика Кубо
Мацури Мидзусава (яп. 水沢まつり Мидзусава Мацури) — подруга детства Юдзу. Появляется в 8 главе. Мацури очень хитрая и вёрткая девушка, которая всё сделает, чтобы добиться своего. Влюблена в Юдзу. Узнав о её отношениях с Мэй, поставила перед собой цель разлучить их и заполучить Юдзу, однако ей не удаётся сделать задуманного, так как поняла, что Юдзу и Мэй сильно дорожат друг другом. Позже проявляет интерес к Харуми Танигути, а позднее и любовные чувства.
Сэйю: Сиори Идзава
Сара Татибана (яп. タチバナ・サラ Татибана Сара) — старшая сестра-близнец Нины. По росту уступает своей младшей сестре. Познакомилась с Юдзу, когда она с сестрой приехала в город. Была влюблена в Мэй, но узнав о том, что та любит Юдзу, решила отступить.
Сэйю: Хисако Канэмото
Нина Татибана (яп. タチバナ・ニナ Татибана Нина) — младшая сестра-близнец Сары. Несмотря на её высокий рост, является младшей. Пыталась свести Сару и Мэй, желая сделать сестру счастливой. Ради достижения этой цели пыталась даже оградить Юдзу от Мэй. Позднее ей пришлось отступить, так как по мнению Сары они не имеют права рушить чужое счастье ради своего собственного.
Сэйю: Рэи Мацуки
Судзуран Сирахо (яп. 白帆 鈴蘭 Сирахо Судзуран) — ученица третьего класса где учатся Юдзу и Мэй. Испытывает интерес по отношению к этим двоим, а в особенности к Мэй. Хочет узнать от Юдзу, поменялась ли Мэй и почему.

## Медиа-издания

### Манга
Манга, написанная и проиллюстрированная Сабуротой. Начала публиковаться с 17 ноября 2012 года в журнале Comic Yuri Hime, выпускающимся раз в два месяца (с 2016 года — раз в месяц). Манга завершила свой выпуск 18 августа 2018 года. Всего опубликовано 10 томов.
Серия лицензирована на английском языке в Северной Америке издательством Seven Seas Entertainment. Во Франции лицензию на распространение имеет Taifu Comics, Editorial Ivrea в Испании, Tokyopop в Германии, Zenshu в Таиланде.

#### Список томов
| №  | Дата публикации      | ISBN                   |
| -- | -------------------- | ---------------------- |
| 1  | 18 июля 2013 года    | ISBN 978-4-7580-7264-9 |
| 2  | 18 марта 2014 года   | ISBN 978-4-7580-7297-7 |
| 3  | 18 ноября 2014 года  | ISBN 978-4-7580-7372-1 |
| 4  | 18 июля 2015 года    | ISBN 978-4-7580-7448-3 |
| 5  | 18 мая 2016 года     | ISBN 978-4-7580-7448-3 |
| 6  | 17 декабря 2016 года | ISBN 978-4-7580-7624-1 |
| 7  | 1 мая 2017 года      | ISBN 978-4-7580-7673-9 |
| 8  | 18 октября 2017 года | ISBN 978-4-7580-7741-5 |
| 9  | 23 марта 2018 года   | ISBN 978-4-758077-93-4 |
| 10 | 18 октября 2018 года | ISBN 978-4-758078-73-3 |

### Аниме

#### Список серий
| № серии | Название                                                     | Трансляция в Японии |
| ------- | ------------------------------------------------------------ | ------------------- |
| 1       | Любовные отношения!? «love affair!?»                         | 6 января 2018 год   |
| 2       | Первая любовь «one's first love»                             | 13 января 2018 год  |
| 3       | Любовь сестёр «sisterly love?»                               | 20 января 2018 год  |
| 4       | Люби меня «love me do!»                                      | 27 января 2018 год  |
| 5       | Под любовью «under lover»                                    | 3 февраля 2018 год  |
| 6       | По любви «out of love»                                       | 10 февраля 2018 год |
| 7       | Любовь или ложь! «love or lie!»                              | 17 февраля 2018 год |
| 8       | Война любви «war of love»                                    | 24 февраля 2018 год |
| 9       | Это любовь «love is»                                         | 3 марта 2018 год    |
| 10      | Зимняя любовь «winter of love»                               | 10 марта 2018 год   |
| 11      | Люблю только тебя «love you only»                            | 17 марта 2018 год   |
| 12      | Моя любовь идёт всё дальше и дальше «my love goes on and on» | 24 марта 2018 год   |